# Pogonioefferia bicaudata
Pogonioefferia bicaudata là một loài ruồi trong họ Asilidae. Pogonioefferia bicaudata được Hine miêu tả năm 1919. Loài này phân bố ở vùng Tân Bắc giới.